# Andenes
Andenes (pronunciado Andenesⓘ) es una población y un antiguo municipio en la región de Vesterålen, en la provincia de Nordland, en Noruega. Actualmente cuenta con 2.602 habitantes, según el censo de 2009, y una superficie de 1,89 km². Se unió a Dverberg y Bjørnskinn el 1 de enero de 1964 para crear la kommune actual de Andøy, de la que Andenes es centro administrativo municipal. Anteriormente, Andenes se había separado de Dverberg el 1 de enero de 1924. 

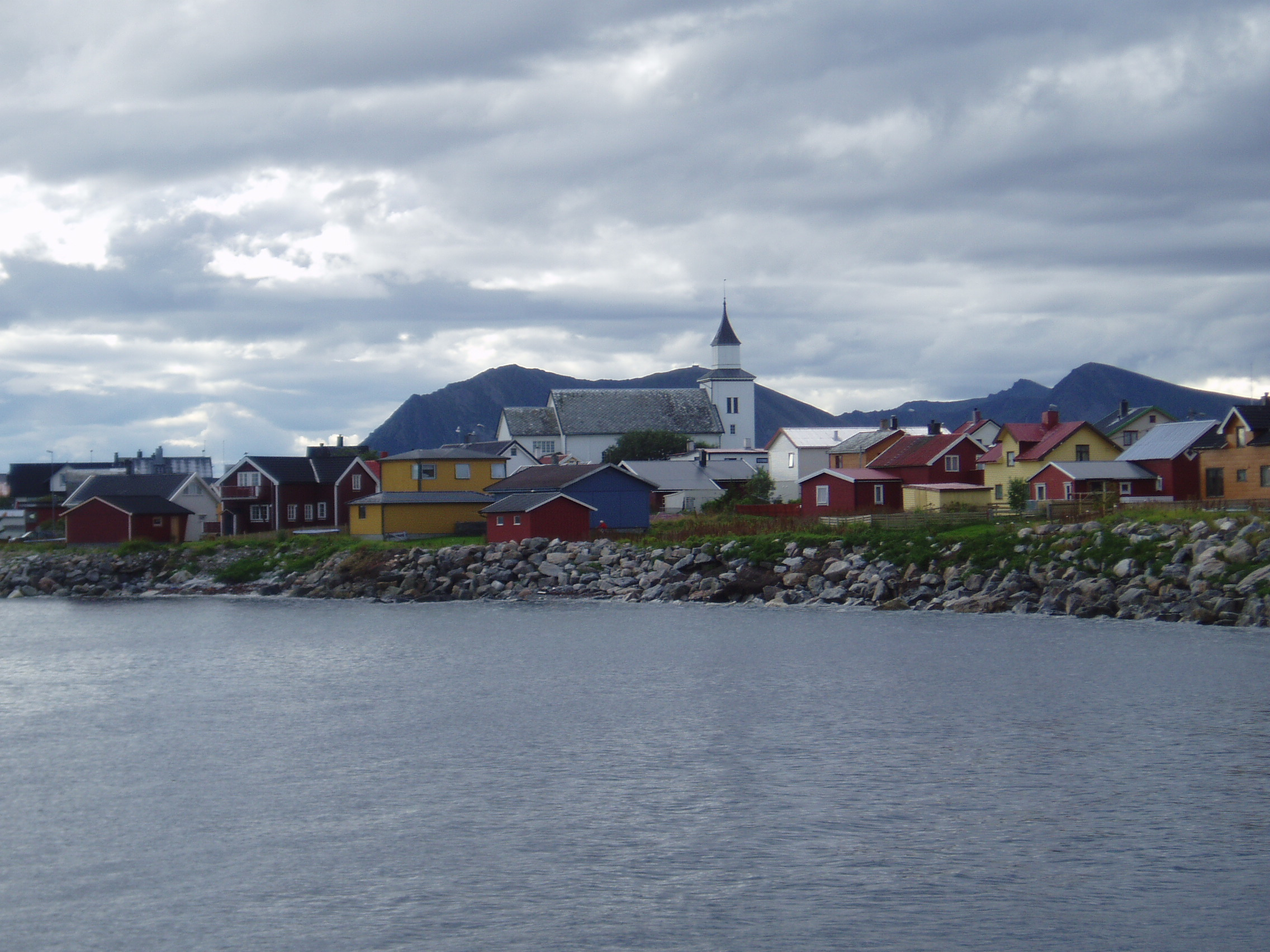
Casas e iglesia en Andenes.

Andenes es la población más septentrional de la isla de Andøya, en las Vesterålen, así como de la provincia de Nordland, y se encuentra ya a unos 300 km por encima del círculo polar ártico. Su alta latitud hace que el sol de medianoche sea visible desde mediados de mayo hasta finales de julio, aproximadamente, pero también provoca que el sol no se alce sobre el horizonte desde finales de noviembre hasta finales de enero. Hacia el este de Andenes se encuentra la isla de Senja, y hacia el oeste se encuentra el océano Atlántico, y más concretamente el mar de Noruega. Uno de los atractivos turísticos de Andenes son las salidas en barco para el avistamiento de ballenas. Muy cerca de Andenes se localiza el aeropuerto de Andøya, Andenes (IATA: ANX, OACI: ENAN; en noruego: Andøya lufthavn, Andenes), de uso civil y militar y en el que se encuentran además el Centro Espacial Noruego (Norsk Romsenter) y la base de lanzamiento de cohetes de Andøya (Andøya Rakettskytefelt). 